# بلاتانورريوما (كوزاني)
بلاتانورريوما (Πλατανόρρευμα) هي مدينة في كوزاني في مقاطعة فوريا إلادا في اليونان.